# بيتر إيدل
بيتر إيدل Peter Edel (اسمه الأصلي بيتر هيرشفيه. ولد في 12 يوليو 1921 في برلين – ومات في 7 مايو 1983 في برلين) هو رسام وكاتب ألماني، كان أبوه تاجرا يهوديا وجده الرسام والكاتب إيدموند إيدل Edmund Edel.
اضطر إيدل بسبب القوانين النازية العنصرية أن ينقطع عن المدرسة الثانوية في عام 1938، فدرس الرسم في مدرسة هاوسدورف الخاصة بشكل غير شرعي لدى كيته كولفيتس. فرض عليه العمل الإجباري حتى عام 1943. واتهم في عام 1943 بالنشاط الفني الغريب ونشر كتابات معادية للرايخ واعتقل في الحبس الوقائي، وتم ترحيله إلى عدة معتقلات تجميع وهي أوشفيتس وزاكسنهاوزن (يناير 1944 – فبراير 1945) وماوتهاوزن حيث تنتمي العديد من الرسوم. ويعتبر من المعتقلين الذين أجبروا على العمل في عملية بيرنهارت Operation Bernhard بهدف تزييف كمية ضخمة من الجنيهات الإسترلينية الإنجليزية. وكانت لحظة التحرير في معسكر إيبنزيه أحد المعسكرات الخارجية لمعتقل تجميع ماوتهاوزن.
عمل بين عامي 1945 و1947 كاتبا ورساما وورسام كتب في باد إيشل، ثم عاد إلى برلين الغريبة واستقر في برلين الشرقية في عام 1949. عمل من عام 1947 إلى 1951 في تحرير مجلة «المسرح العالمي» ثم محررا ثقافيا في مجلة BZ am Abend. كان عضوا في حزب الوحدة الألماني. عاش منذ عام 1964 كاتبا حرا. أصبح عضوا في عام 1972 في مركز القلم لألمانيا الشرقية وفي عام 1978 عضوا في مجلس إدارة اتحاد الكتاب الألمان.

## جوائز حصل عليها
- جائزة هاينريش هاينه من وزارة الثقافة من ألمانيا الشرقية 1961
- وسام الاستحقاق الوطني 1969
- الجائزة القومية من ألمانيا الشرقية عن روايته «صور الشاهد شاتمان» Bilder des Zeugen Schattmann 1970
- وسام كارل ماركس 1979

## من أعماله
- شقيقات الليل 1947
- صور الشاهد شاتمان 1969
- حين يتعلق الأمر بالحياة 1979 (سيرة ذاتية)

## روابط خارجية
- بيتر إيدل على موقع IMDb (الإنجليزية)